# الدوري البرازيلي الدرجة الرابعة 2016
الدوري البرازيلي الدرجة الرابعة 2016 هو الموسم 8 من الدوري البرازيلي الدرجة الرابعة. أقيم خلال الفترة 12 يونيو 2016 وحتى 2 أكتوبر 2016، وأشرف على تنظيمه اتحاد البرازيل لكرة القدم، وكان عدد الأندية المشاركة فيه 68، وفاز فيه نادي فولتا ريدوندا.